# Flinthook
Flinthook — это видеоигра-платформер, вышедшая в 2017 году.

## Игровой процесс

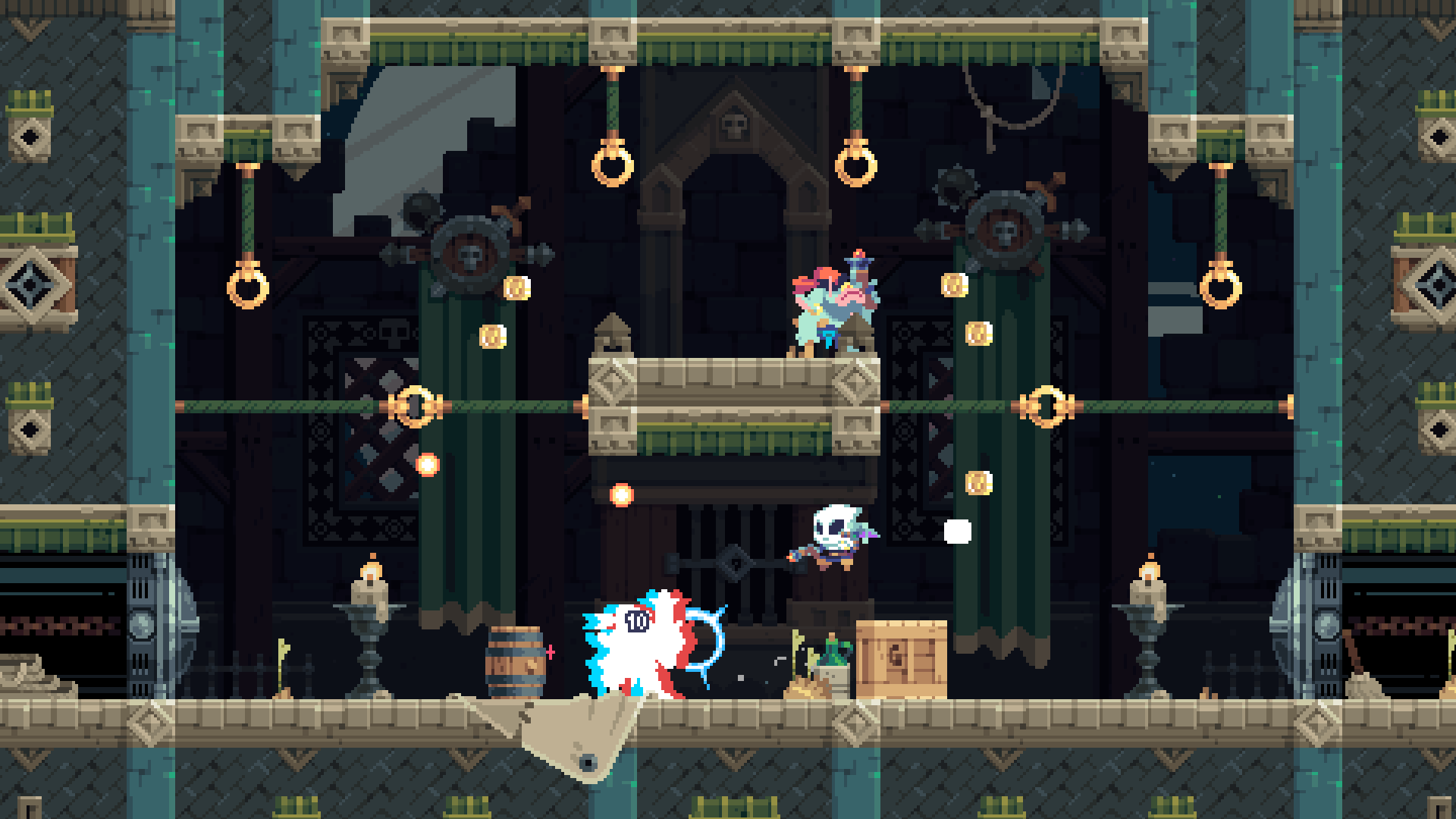
Скриншот игры.

Во Flinthook есть возможность собирать монеты и уничтожать врагов, цепляться за внутриигровые объекты. Помимо врагов, персонажу игры пытаются создать помехи лазеры. В игре фигурирует замедление времени. 

## Разработка
До этой игры в Trubute Games работали над игрой Mercenary Kings. Релиз Flinthook состоялся 18 апреля 2017 года (если вести речь о цифровых копиях).